# Мечеть Тезепір
Мечеть Тезепір (азерб. Təzəpir məscidi) — мечеть в Баку.

## Історія
Будівництво почалося в 1905 за покровительства меценатки Набат-ханум Ашурбекової архітектором Зівер беком Ахмедбековим. Після смерті меценатки, будівництво припинено, проте незабаром продовжилося за її сина і було закінчено у 1914.
Профункціонувавши лише три роки у зв'язку з Жовтневою революцією у 1917 мечеть закрита. У різні роки мечеть функціонувала як кінотеатр і комору, і лише з 1943 — як мечеть.
У 2005 за дорученням Президента Ільхама Алієва розроблено та здійснено проект з реконструкції мечеті.
6 липня 2009 після завершення будівельно-реставраційних робіт проведено церемонію відкриття мечеті, в якій брав участь Президент.
Ахундом мечеті є Шейх-уль-іслам Гаджі Аллахшукюр Паша-заде. На території мечеті розташована будівля Управління мусульман Кавказу.

## Архітектура
Інтер'єр має площу 1400 м² та прикрашений візерунками школи Азербайджанського живопису та рідкісними зразками східних орнаментів. Міхраб і купол зроблено з мармуру. У чоловічому молельному залі є 52 люстри, у жіночому ж - 5. Жіноча молельня зроблена з фісташкового дерева, металеві сходи замінені на залізобетонні покриті деревом. Є гардероб.
Декоративні елементи мечеті, верхівки мінаретів та написи зроблені із золота. Купол, на якому 6 разів написано «Ля Ілахя Ілляллах», виготовлений з каменю Гизилгая. Висота бані півтора метри. Вікна та двері мечеті виготовлені з червоного дерева. Під поглибленою на 30 сантиметрів підлогою мечеті в даний час встановлена система обігріву. На підлозі вистелено килим «намазлик» для 72 вірян.

## Галерея

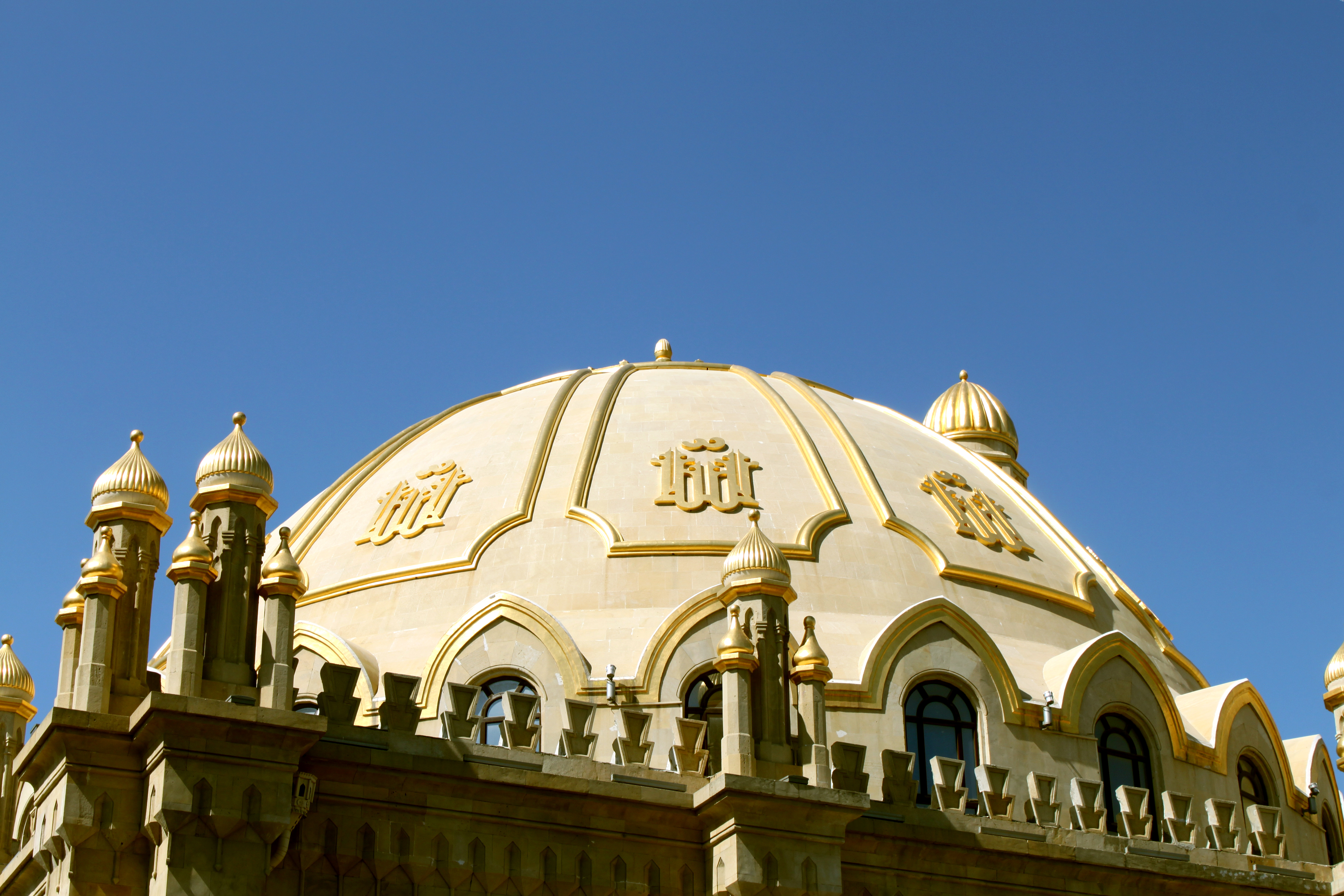
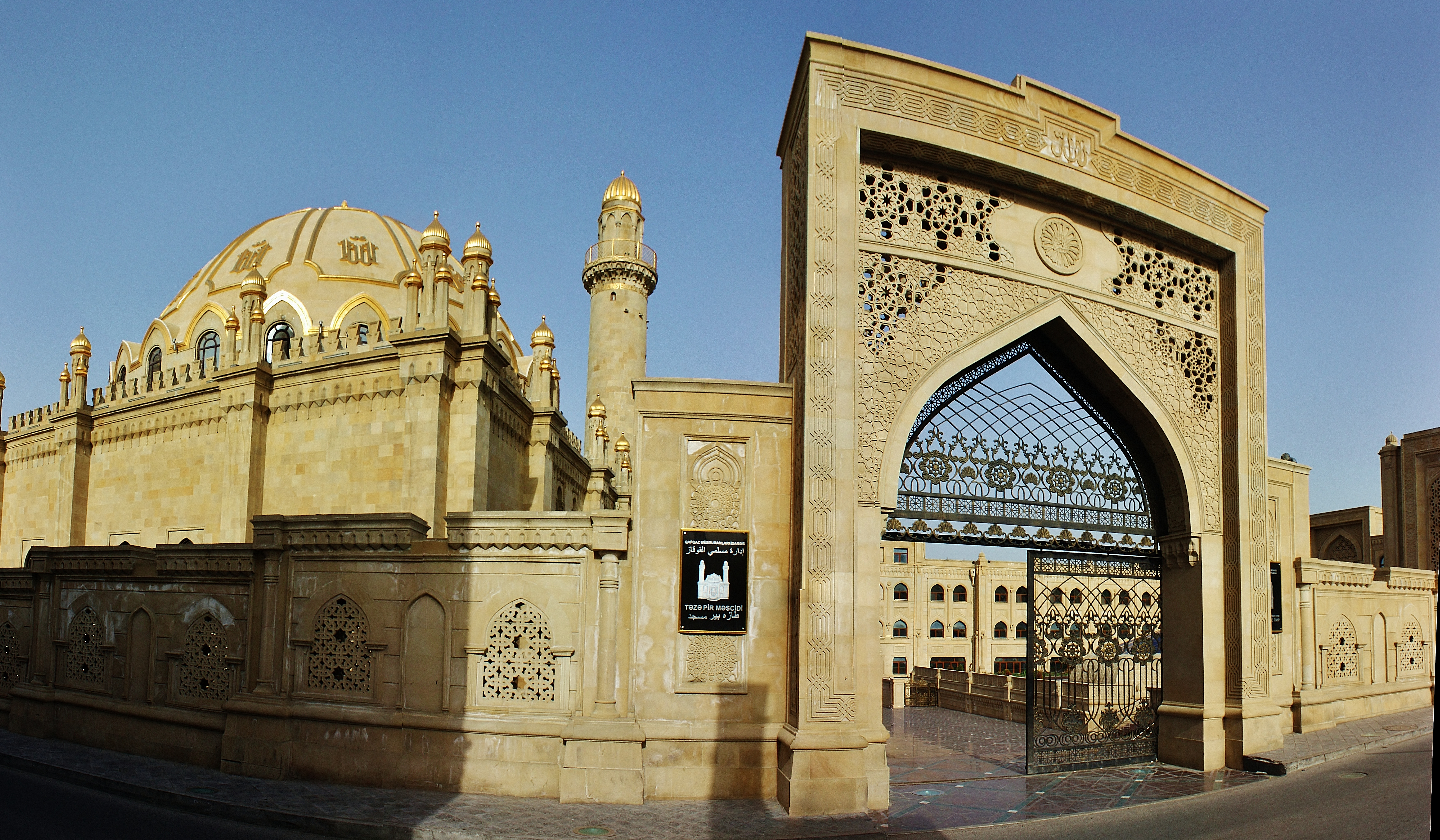
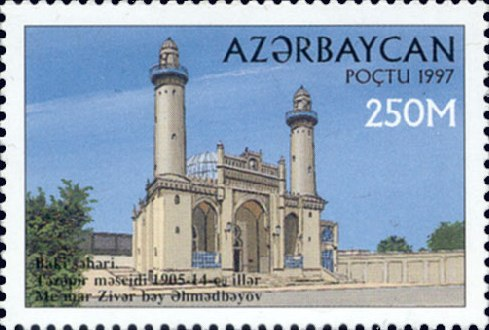
Марка Азербайджана, 1997
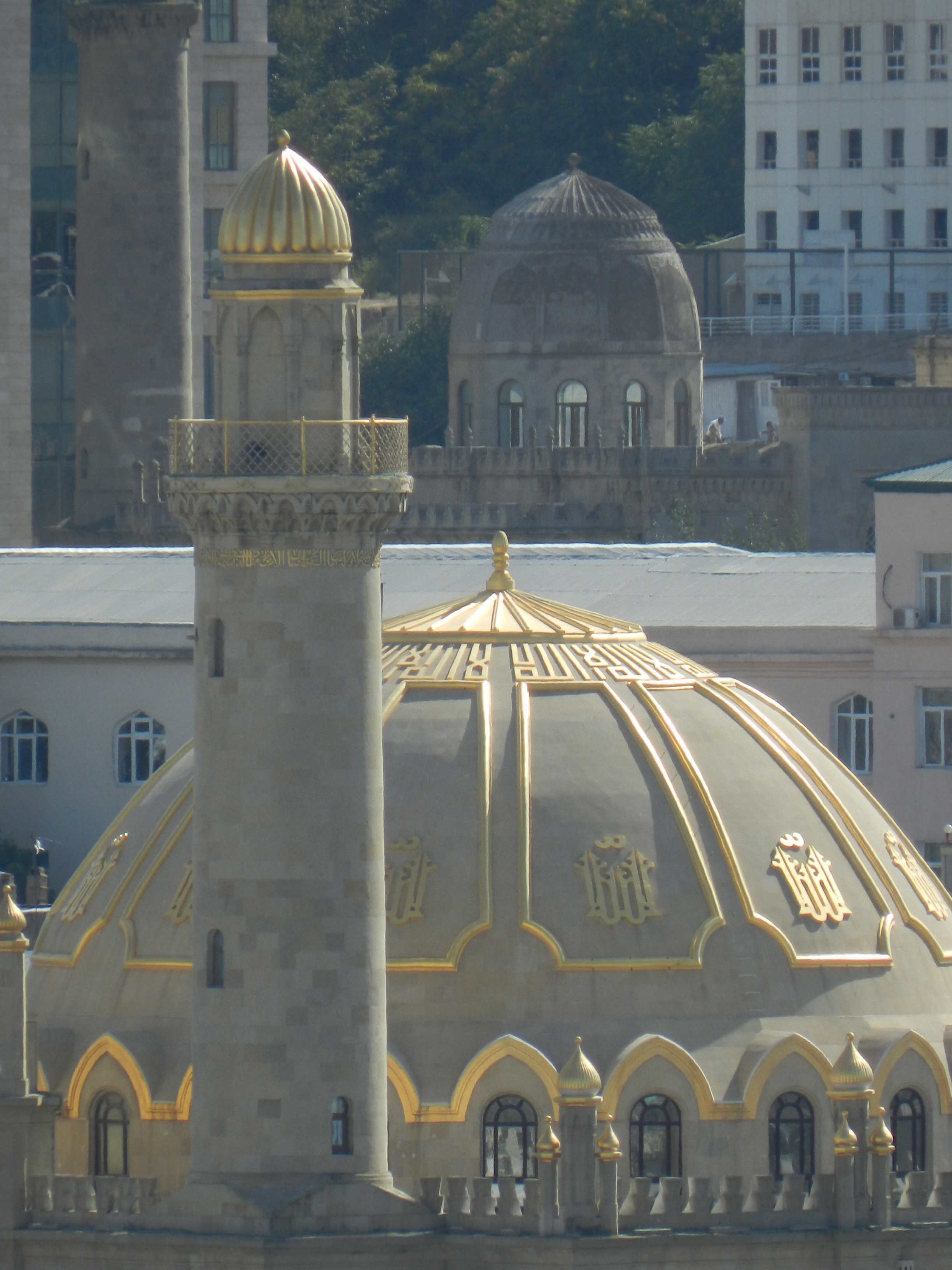
2014
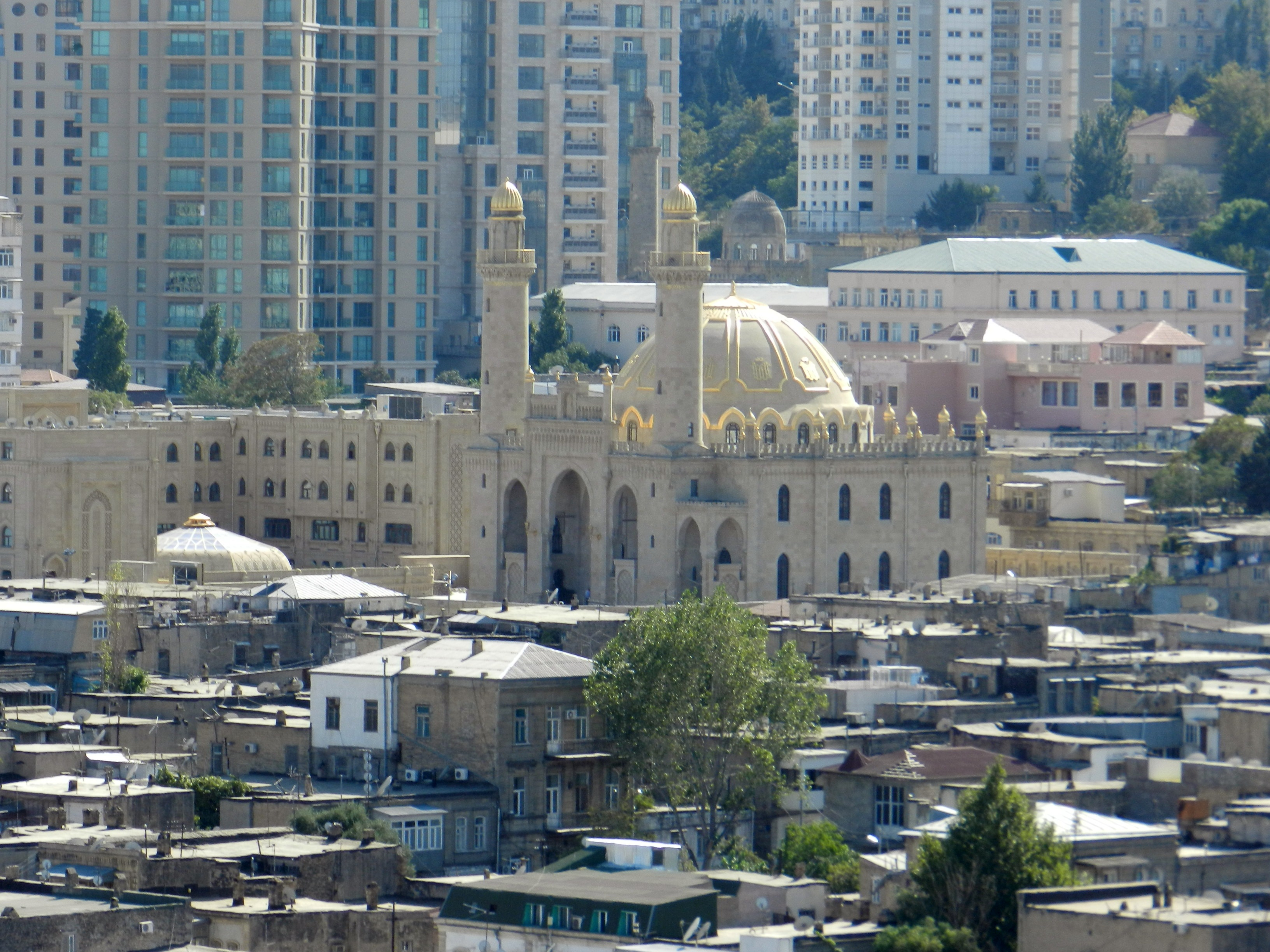
2014